# Stane Zorčič
Stane Zorčič, slovenski sadjar in vinogradnik, * 19. april 1905, Kapele, † 26. julij 1974, Novo mesto.

## Življenje in delo
V Krškem je obiskoval nižjo gimnazijo (1920–1924), v Mariboru (do 1927) dveletno kmetijsko in v Križevcih (do 1931) srednjo kmetijsko šolo. Enoletno prakso je opravil na sadjarski in vinarski šoli v Iloku (Hrvaška), državni strokovni izpit iz sadjarstva in vinarstva pa 1937 v Ljubljani. 
Do 1941 je bil je kmetijski referent na okrajnih glavarstvih v raznih krajih Slovenije. Pred izselitvijo v Nemčijo po kapitulaciji Jugoslavije se je umaknil v Novo mesto in 1941–1943 vodil izpostavo prehrambenega zavoda. Jeseni 1943 je vstopil v NOV, delal v gospodarski komisiji okrožnega ljudskega odbora v Novem mestu in pri komandi mesta. Po nalogu SNOS je bil 1944 dodeljen okrožnemu Ljudskemu odboru Črnomelj, kjer je kot inšpektor za kmetijstvo izdelal smernice za pospeševanje sadjarstva in vinogradništva za vso Belo krajino. Po osvoboditvi je bil 1945–1947 načelnik oddelka za sadjarstvo in vinogradništvo na Minstrstvu za kmetijstvo Slovenije, 1947–1949 inšpektor in vodja kmetijske sekcije Kontrolne komisije LRS. 1949–1952 načelnik v položaju svetnika v kmetijskem resoru.  Decembra 1952 je bil imenovan za direktorja podjetja Agroobnova, ki je pod njegovim vodstvom izdelala projektivne modele in tehniko urejanja zemljišč za strojno obdelavo, melioracije ter posodobitev in izgradnjo novih sadovnjakov, vinogradov in nasadov hmelja. V letih 1959–1962 je bil inšpektor za vinarstvo pri sekretariatu za kmetijstvo Izvršnega sveta (vlade) SRS in sekretar Poslovnega združenja za pridelavo in promet z vinom v Ljubljani. Upokojil se je leta 1963, a je honorarno še kontroliral izvoz vina in sadja ter vodil vinsko nadzorništvo. Prejel je več državnih odlikovanj.
Napisal je knjižico Ameriški kapar (COBISS) in okoli 45 člankov, največ o drevesničarstvu in trsničarstvu, pridelavi sadik in napravi sodobnih nasadov. 

## Odlikovanja
- Red za hrabrost (1947)
- Red zaslug za ljudstvo s srebrno zvezdo (1947)
- Red dela (1950)

## Zunanje povetave
- Adamič France. »Zorčič Stane«. Slovenski biografski leksikon. Ljubljana: ZRC SAZU, 2013 – prek Slovenska biografija.